# 澳门节庆盛事报

## 簡介
《澳门节庆盛事报》（英語：FESTIVAL&EVENT MACAU NEWSPAPERS）是一份在澳門出版的中文日報。創辦於2011年，由澳門节庆盛事報業有限公司創辦的中文週報，澳門特區政府新聞局登記編號408號， 國際統一刊號（ISSN）為：2226-8014，報紙同步結合FEN節慶盛事中文網站、新浪微博和Facebook及手機程式Iphone Apps，報紙每逢星期五出版，尺寸為：對開八版，以節慶及盛事角度報導，全力傳遞被譽為“ 千節之城、盛事之都的澳門 ”之「節慶文化、盛事資訊、展貿發展、休閒旅遊」等資訊給全球華人讀者。現與全球接軌,只要登入慧科訊業成為會員即可同步觀閱本報所有內容及合作.
《澳門节庆盛事報》立足澳門，覆蓋珠三角西岸城市圈，輻射香港、台灣及東南亞華人區域，逢星期五出版，每期印刷量30,000份，於澳門報攤發售，亦贈閱至澳門各政府部門、社團、協會、商會、機構、內地岐關車、珠海中旅車及拱北跨境巴士等。
《澳門节庆盛事報》主要發行覆蓋澳門航空全部航線，直航中國內地10多個省會城市及韓國、日本、台灣、新加坡、馬來西亞、泰國等；傳閱地點有澳門政府部門，酒樓、餐廳食肆、澳門各大酒店大堂、跨境巴士、澳門各大社團、協會、商會及機構、澳門旅行社、酒店、旅遊文化部門及內地廣告公司等。

## 所獲獎項
2013年，澳門节庆盛事報獲「金長城傳媒獎·2012年中國年度最具投資價值傳媒獎」，社長張錦華同時獲「金長城傳媒獎·2012年中國傳媒年度創新人物獎」；
2012年，澳門节庆盛事報獲「金長城傳媒獎·2011年中國年度創新傳媒獎」；
2011年，澳門节庆盛事報於「CBM第四屆中國品牌媒體高峰論壇」獲得「2010至2011中國最具品牌成長性媒體」榮譽稱號。